# 梅瑟 (弗拉芒布拉班特省)
梅瑟（荷蘭語：Meise，荷蘭語發音：[ˈmɛi̯sə]）是比利时弗拉芒大區弗拉芒布拉班特省哈勒-维尔福德区的一个市镇，面积34.82平方千米，人口19,164人（2018年1月1日）。梅瑟是弗拉芒社群的一部分，官方语言与当地多数居民使用的语言为荷蘭語，不过当地有一定数量的法语人口，但梅瑟并不是一个语言便利市镇，市政部门不为法语人士提供语言便利。